# Вулиця гріха
«Вулиця гріха» (англ. Scarlet Street) — друга (після «Суки» Жана Ренуара, 1931) екранізація роману Жоржа де Лафушардьєра. Фільм-нуар знятий в Голлівуді режисером Фріцем Лангом в 1945 році. Головні ролі зіграли Едвард Г. Робінсон, Джоан Беннетт і Ден Дьюра, за рік до цього знялися в іншому нуарі Ланга — «Жінка у вікні».

## Зміст
Головний герой Кріс Крос зустрічає дівчину Кітті, яка явно потребує допомоги, щоб захистити себе від зазіхань свого зайво ексцентричного дружка. Кріс допомагає красуні і, щоб справити на неї ще більше враження, розповідає про свої життєві успіхи. Крос і не підозрює на що прирікає себе цим новим знайомством і своїми хвастощами…

## Ролі
| Актор              | Роль           |
| ------------------ | -------------- |
| Едвард Г. Робінсон | Крістофер Крос |
| Джоан Беннетт      | Кітті Марч     |
| Ден Дьюра          | Джонні Прінс   |
| Маргарет Ліндсей   | чсмчсм         |
| Розалінд Айван     | Адель Крос     |
| Джесс Баркер       | Девід Джейнуея |
| Чарльз Кемпер      | Хіггінс        |
| Володимир Соколов  | Поп Леджон     |
| Артур Лофт         | Деллароу       |
| Рассел Хікс        | містер Хогарт  |

## Знімальна група
- Режисер — Фріц Ланг
- Сценарист — Дадлі Ніколс, за романом «Сука» Жоржа де Лафушардьєра
- Продюсер — Фріц Ланг, Річ-Волтер Венджер
- Композитор — Ганс Дж. Солтер